# Analisi meccanica dinamica

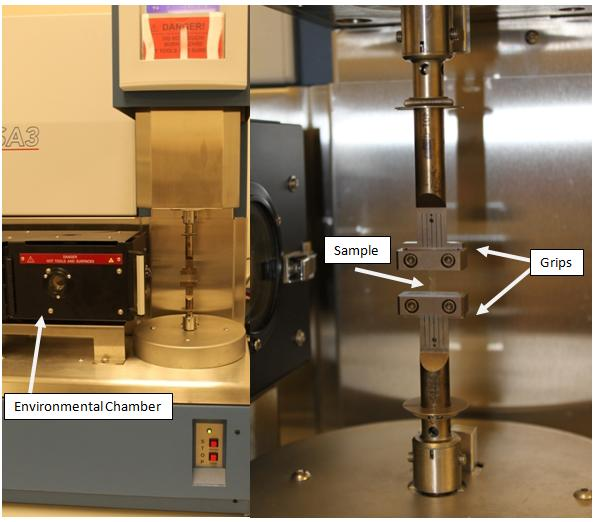
Strumentazione per l'analisi meccanica dinamica

L'analisi meccanica dinamica (DMA, dall'inglese dynamic mechanical analysis), nota anche come spettroscopia meccanica dinamica, è una tecnica di analisi termica utilizzata per lo studio delle proprietà viscoelastiche dei materiali. Viene realizzata applicando a un provino in esame una forza oscillante ad una data temperatura.
Tramite l'analisi meccanica dinamica è possibile determinare la temperatura di transizione vetrosa, la composizione dei polimeri, e parametri quali il modulo complesso di Young, i moduli di conservazione e di perdita, oltre al fattore di smorzamento (tan δ) e lo scorrimento viscoso (creep).

## Teoria

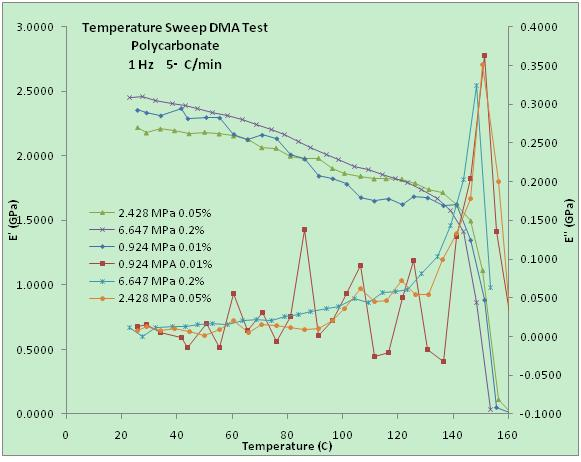
Grafico che riporta i moduli di conservazione (E') e di perdita (E) in funzione della temperatura

Applicando uno stress sinusoidale, se il materiale è puramente elastico esso subirà una deformazione istantanea costante nel tempo; rimuovendo la forza applicata il materiale tenderà a recuperare immediatamente e in modo completo il suo stato originario. Nel caso di sistemi viscosi, lo stress applicato provocherà una deformazione che aumenterà proporzionalmente nel tempo finché lo stress non verrà rimosso; in questo caso, una volta cessato lo stress, la deformazione subirà un arresto ma non si avrà un recupero. 
Nel caso di un materiale puramente elastico, quindi, lo sforzo e la deformazione sono in fase, mentre nel caso di un materiale puramente viscoso sforzo e deformazione 
risulteranno fuori fase di 90º.
I polimeri presentano comunemente una differenza di fase tra sforzo e deformazione, indicata con la lettera greca δ, compresa tra 0 e 90º. La trattazione matematica del comportamento viscoelastico di un materiale porta alla definizione del modulo di conservazione e del modulo di perdita.
Il modulo di conservazione, che misura l'energia immagazzinata e che è legato al comportamento elastico, viene indicato con E' e si ricava dall'equazione
{\displaystyle E'={\frac {\sigma _{0}}{\varepsilon _{0}}}\cos \delta }
mentre il modulo di perdita, che misura l'energia dissipata sotto forma di calore e che è legato al comportamento viscoso, è dato dall'equazione
{\displaystyle E''={\frac {\sigma _{0}}{\varepsilon _{0}}}\sin \delta }
dove in entrambe le equazioni:
- {\displaystyle \sigma _{0}} è l'ampiezza dello stress;
- {\displaystyle \varepsilon _{0}} è l'ampiezza della deformazione;
- {\displaystyle \delta } è lo sfasamento tra stress e deformazione.

Il rapporto tra il modulo di perdita e il modulo di conservazione fornisce la tangente dello sfasamento tra stress e deformazione:
{\displaystyle \tan \delta ={\frac {E''}{E'}}}
Nella caratterizzazione dei materiali polimerici si è soliti riportare in grafico i valori di E', E'' e tan δ in funzione della temperatura.
Prendendo in considerazione l'applicazione di uno sforzo di taglio, si procede alla definizione dei moduli G' e G'' in modo analogo a quanto detto prima.

## Strumentazione
La strumentazione in uso per l'analisi meccanica dinamica consente di effettuare sia misure su campioni solidi sia su fluidi. Il campione, fissato tra due bracci o piatti, può essere sottoposto a stress in vari modi tramite l'ausilio di un motore elettromagnetico: esso può essere sottoposto a piegamento oppure compressione, taglio o torsione. La deformazione indotta viene misurata tramite un trasduttore di spostamento induttivo (LVTD) in grado di rilevare spostamenti dell'ordine di frazioni di micron.
A seconda delle diverse finalità, è possibile effettuare misure a frequenza costante (variando la temperatura), a temperatura costante (variando la frequenza) oppure variando sia la frequenza dello sforzo sia la temperatura in modo programmato.